# Jungle Brothers
Jungle Brothers es un grupo estadounidense de hip hop que fue pionero en la fusión del jazz y hip hop. El grupo comenzó a mediados de la década de 1980 y publicó su primer álbum, Straight out the jungle, en julio de 1988. Con letras afrocentricas y ritmos innovadores, Jungle Brothers fue aclamado por la crítica y pronto se unió al influyente colectivo Native Tongues ("Lenguas Nativas"). El trío inicial estaba compuesto por Michael Small (Mike Gee), Nathaniel Hall (Afrika Baby Bam, un homenaje a Afrika Bambaataa) y Sammy Burwell (DJ Sammy B). Sammy B dejó el grupo después de que se lanzó Raw deluxe, en mayo de 1997.

## Historia
Su primer álbum se llamó Straight out the jungle; fue lanzado por un  sello discográfico independiente (Warlock). A pesar de su fracaso comercial, Warner Bros. Records pronto firmó con el grupo y sacaron su siguiente álbum, llamado Done by the forces of nature, en 1990: fue un éxito. Tras un descanso de cuatro años, The Jungle Brothers regresó en 1993.

## Discografía
- Straight out the jungle (1988), Warlock.
- Done by the forces of nature (1989), Warner Bros.
- J Beez wit the remedy (1993), Warner Bros.
- Raw deluxe (1997), Gee Street/V2/BMG Records.
- V.I.P. (2000), Gee Street/V2/BMG Records.
- All that we do (2002), Jungle Brothers.
- You in my hut now (2003), XYZ.
- This is... (Greatest hits) (2005), Nurture Records/Groove.
- I got you (2006), Pinoeer Records.